# Major League (película)
Major League es una película de comedia deportiva estadounidense de 1989 producida por Chris Chesser e Irby Smith, escrita y dirigida por David S. Ward, protagonizada por Tom Berenger, Charlie Sheen, Wesley Snipes, James Gammon, Bob Uecker, Rene Russo, Dennis Haysbert y Corbin Bernsen . 
Con un presupuesto de 11 millones de dólares, Major League recaudó cerca de 50 millones luego de su estreno a nivel doméstico Major League trata sobre las hazañas de una versión ficticia del equipo de béisbol de los Indios de Cleveland y generó dos secuelas (Major League II y Major League: Back to the Minors), ninguna de las cuales replicó el éxito de la película original.

## Trama
La ex corista de Las Vegas Rachel Phelps (Margaret Whitton) hereda el equipo de béisbol de los Indios de Cleveland de su difunto esposo. Phelps odia a la ciudad de Cleveland y quiere trasladar al equipo a Miami . El contrato de los Indios con la ciudad de Cleveland contiene una cláusula de escape que estipula que el equipo puede reubicarse si la asistencia durante toda la temporada es inferior a 800.000 espectadores. Eso significa que tienen que terminar en último lugar como forma de desalentar la concurrencia al estadio para trasladarse a Miami. Decidido a formar el peor equipo de las Grandes Ligas, Phelps contrata a Lou Brown (James Gammon), el gerente de Toledo Mud Hens, para dirigir el equipo y asciende al exgerente Charlie Donovan (Charles Cyphers) a gerente general.
Durante los entrenamientos de primavera en Tucson, Arizona, las deficiencias del equipo se hacen evidentes. La única estrella del equipo, el antesalista Roger Dorn (Corbin Bernsen), es una prima donna egoísta cuyas habilidades se han desvanecido. El as del equipo Eddie Harris (Chelcie Ross) tiene que depender de manipular ilegalmente la pelota de béisbol debido a su brazo debilitado. Pedro Cerrano (Dennis Haysbert), un importado cubano practicante del vudú con un poder significativo, no puede batear bolas curvas y choca con el devoto Christian Harris. El veterano receptor Jake Taylor (Tom Berenger), una ex estrella que había pasado los últimos años jugando en la Liga Mexicana luego de que sus rodillas fallaran, ha perdido tanta fuerza en sus lanzamientos que no puede llegar a la segunda base.
Los dos jugadores que llaman más la atención son el joven y descarado jardinero Willie Mays Hayes (Wesley Snipes), quien se presentó al entrenamiento de primavera sin invitación, y el lanzador Rick Vaughn (Charlie Sheen), un delincuente convicto liberado de una prisión de California después de cumplir una condena. por robar un coche. Hayes afirma que puede "correr como Hayes " y "golpear como Mays ". Demuestra ser el jugador más rápido del equipo, pero no puede golpear. Vaughn tiene una bola rápida de más de 90 mph, pero no tiene control sobre ella, lo que le valió el apodo de "Wild Thing".
Como era de esperar, el equipo comienza la temporada con una racha perdedora. Luego, Lou descubre que los problemas de control de Vaughn provienen de una discapacidad visual no corregida. Después de que le pusieran anteojos, el desempeño de Vaughn mejora con el entrenamiento y la ayuda adicionales de Taylor, y el equipo comienza a ganar. Mientras tanto, Taylor intenta reunirse con su exnovia Lynn (Rene Russo) a pesar de que está comprometida con otro hombre.
Phelps, enojada por la mejora del equipo, intenta desmoralizarlos eliminando las comodidades del equipo. Reemplaza el jet fletado del equipo , primero con un avión de hélice destartalado y luego con un autobús viejo. Luego se niega a arreglar su equipo de entrenamiento, e incluso le apaga el agua caliente del vestuario. A pesar de sus esfuerzos, el equipo sigue ganando y es un contendor serio por el campeonato de división.
Finalmente, Charlie decide revelarle el plan de Phelps a Lou. Luego, Lou convoca una reunión del equipo y anuncia que todos los jugadores de la lista actual serán liberados o enviados de regreso a las menores al final de la temporada. Sin nada que perder, Taylor le dice al equipo que deben concentrarse en ganar el banderín. Si ganan la división, Phelps no podrá mover al equipo ni deshacerse de ellos. Para mayor motivación, usan un recorte de cartón de Phelps de sus días de corista, quitando secciones de ropa para cada juego que ganan.
El equipo logra empatar con los Yankees de Nueva York por el primer lugar en la división Este de la Liga Americana, lo que lleva a un juego de desempate para determinar el campeonato divisional. Lou decide que Harris sea el pitcher abridor (en lugar de Vaughn) debido a la experiencia de Harris. Vaughn luego termina en la cama con una mujer que luego descubre que es la esposa de Roger, Suzanne Dorn (Stacy Carroll), quien tuvo relaciones sexuales con Vaughn como venganza por la infidelidad de su esposo durante una fiesta de victoria.
En el juego de playoffs en Cleveland, el juego está sin carreras hasta la parte alta de la séptima cuando los Yankees toman una ventaja de 2-0, pero en la parte baja de la séptima, Cerrano finalmente consigue un buen lanzamiento y conecta un jonrón para empatar el juego. . La novena entrada comienza con Harris llenando las bases luego de registrar dos outs. El mejor bateador de los Yankees, Clu Haywood, está al lado del bate. Al principio de la temporada, Haywood se enfrentó a Vaughn y conectó un jonrón. Lou decide traer a Vaughn para relevar a Harris. Vaughn poncha a Haywood en tres rectas seguidas con el tercer lanzamiento a 101 millas por hora. En la parte inferior de la entrada, los Yankees sacan a relucir a "El Duque" (Willie Mueller), su cerrador estrella. Hayes pega sencillo y roba la segunda base. Taylor lanza un toque inesperado. Hayes avanza a tercera, luego toma a los Yankees con la guardia baja corriendo hacia el home. Anota y los indios ganan el juego.
Mientras el equipo celebra, Dorn golpea a Vaughn en la cara por lo que sucedió la noche anterior, pero luego lo levanta rápidamente para que puedan seguir celebrando. Phelps está molesto porque el equipo ganó el campeonato de división. Taylor ve a Lynn en las gradas, ya no lleva su anillo de compromiso. Los dos se apresuran a abrazarse mientras la ciudad celebra la victoria.

### Final alternativo
El estreno en cines incluye escenas adicionales de Rachel Phelps que muestran consternación por el éxito del equipo. Una escena alternativa incluida en el DVD "Wild Thing Edition" muestra una caracterización muy diferente de Phelps. Lou Brown confronta a Phelps sobre su plan para sabotear al equipo y anuncia su renuncia. Luego, Phelps revela que la amenaza de mudarse a Miami fue simplemente una artimaña para motivar al equipo, ya que los Indios estaban al borde de la bancarrota cuando los heredó y no podía permitirse contratar jugadores estrella o mantener las comodidades estándar. También le dice a Lou que sintió que él era el gerente adecuado para unir al grupo heterogéneo. Lou no renuncia, pero Phelps reafirma su autoridad diciendo que si comparte alguna parte de su conversación con alguien, ella lo despedirá.
Los productores de la película dijeron que si bien el giro final funcionó como una resolución de la trama, lo descartaron porque las audiencias de prueba prefirieron al personaje de Phelps como villano.

## Reparto
- Tom Berenger es Jake Taylor.
- Charlie Sheen es Ricky "Wild Thing" Vaughn.
- Corbin Bernsen es Roger Dorn.
- Margaret Whitton es Rachel Phelps.
- James Gammon es Lou Brown.
- Rene Russo es Lynn Weslin.
- Bob Uecker es Harry Doyle.
- Wesley Snipes es Willie Mays Hayes.
- Charles Cyphers es Charlie Donovan.
- Chelcie Ross es Eddie Harris.
- Dennis Haysbert es Pedro Cerrano.
- Andy Romano es Pepper Leach.
- Kip Powers es Cooper Vaughn.
- Steve Yeager es Duke Temple.
- Pete Vuckovich es Clu Haywood.
- Willie Mueller es Duke.
- Stacy Carroll es Suzanne Dorn.
- Todd Johnson es Jeremy Keltner.
- Neil Flynn es un fanático.
- Ed Grode, Jr. es un fanático.
- Marc Daniloff es un reportero.

## Producción
El montaje de apertura de la película es una serie de imágenes sombrías del paisaje de Cleveland sincronizadas con la partitura de "Burn On" de Randy Newman : una oda al infame día en Cleveland cuando el río Cuyahoga, muy contaminado, se incendió.
Gran parte de las escenas de entrenamiento de primavera de la película se rodaron en Hi Corbett Field en Tucson (Arizona) en donde hubo un centro de entrenamiento de primavera de los Indios de Cleveland desde 1947 hasta 1992. La producción utilizó a miembros del equipo de béisbol Wildcats de la Universidad de Arizona como extras.
A pesar de estar ambientada en Cleveland, la película se rodó principalmente en Milwaukee porque era más barata y los productores no podían cumplir con los horarios de los Indios de Cleveland y los Cafés de Cleveland. El Estadio del Condado de Milwaukee, entonces el campo de los Cerveceros (y tres partidos de los Green Bay Packers por temporada), funciona como el Estadio de Cleveland para la película, aunque se utilizaron varias tomas exteriores del Estadio de Cleveland, incluidas algunas tomas aéreas tomadas durante un juego de los Indios. De hecho, el letrero de la estación de televisión en la parte superior del marcador es para WTMJ, el afiliado de NBC para Milwaukee. Una de las escenas finales de la película es en el legendario restaurante de West Milwaukee, 4th Base, que exhibe su barra de herradura única que se muestra en las escenas de celebración. Otra escena de restaurantes, en el entonces Gritz's Pzazz en el lado norte de Milwaukee, ya no está abierta al público. Desde entonces, el County Stadium ha sido demolido : el antiguo campo de juego es ahora un campo de béisbol de las ligas menores conocido como Helfaer Field, mientras que el resto del antiguo sitio es ahora un estacionamiento para el nuevo estadio de los Cerveceros, Miller Park ; el nuevo estadio de los Cleveland Browns (ahora FirstEnergy Stadium), una instalación exclusiva de fútbol propiedad de la ciudad de Cleveland y utilizada por los Browns, se encuentra en el sitio de su predecesor.
La película se destacó por presentar a varios actores que alcanzarían el estrellato: Snipes y Russo eran relativamente desconocidos antes de que se estrenara la película, mientras que Haysbert siguió siendo más conocido como Pedro Cerrano hasta que interpretó al presidente estadounidense David Palmer en la serie de televisión 24 . El estibador que ocasionalmente se ve comentando y se muestra en la celebración final dentro de un bar es Neil Flynn, quien luego alcanzó la fama interpretando al conserje en Scrubs y luego al padre Mike en The Middle . Este es el primer papel cinematográfico acreditado de Flynn.
La película también contó con exjugadores de Grandes Ligas, incluido el ganador del premio Cy Young de la Liga Americana en 1982, Pete Vuckovich como el primera base de los Yankees Clu Haywood, el ex lanzador de los Cerveceros de Milwaukee Willie Mueller como el lanzador de los Yankees Duke Simpson, conocido como "El Duque", y el ex-receptor de los Dodgers Steve Yeager como el preparador de tercera base Duke Temple. El ex receptor y locutor de los Cerveceros Bob Uecker interpretó al locutor de los Indios Harry Doyle. Los nombres de varios miembros del equipo también se utilizaron para los jugadores periféricos.
El propio Sheen era un lanzador en el equipo de béisbol de su escuela secundaria. En el momento de filmar las Grandes Ligas, su propia bola rápida alcanzó un máximo de 85 millas por hora. En 2011, Sheen dijo que había usado esteroides durante casi dos meses para mejorar sus habilidades atléticas en la película.

## Recepción

### Taquilla
La película debutó en el número 1 en taquilla y recibió críticas generalmente positivas.

### respuesta crítica
Major League tiene una calificación de 83% "fresca" en el sitio web de reseñas Rotten Tomatoes basada en 40 reseñas, con una calificación promedio de 6.56 / 10. El consenso dice: "Major League pueden ser predecible y formulada, pero animada por el humor ligero y tonto del guión, sin mencionar las secuencias de acción deportiva bien construidas y las actuaciones divertidas". En Metacritic, la película tiene una puntuación de 62 sobre 100 basada en 15 críticas, lo que indica "críticas generalmente favorables".

### Reconocimientos
La película es reconocida por American Film Institute en estas listas:
- 2008: 10 Top 10 de AFI :
  - Película deportiva nominada[12]

## En la cultura popular
El personaje de Rachel Phelps se basa libremente en el de Georgia Frontiere, una antigua propietaria de Los Angeles / St. Louis Rams, en la forma en que se hizo cargo de la franquicia y en cómo se la percibió inicialmente. Ella asumió la propiedad y el control de los Rams tras la muerte de su esposo en 1979.
Cuando se unió a los Cachorros en 1989 (el mismo año en que se estrenó la película), la extravagante vestimenta y apariencia del lanzador Mitch Williams, y sus frecuentes lanzamientos salvajes, le valieron el apodo de "Wild Thing". Al igual que con el personaje de Rick Vaughn, el organista del Wrigley Field colocaba " Wild Thing " cuando Williams salía del bullpen. Unos años más tarde, en 1993 con los Filis, Williams comenzó a usar el número 99 en su camiseta, el mismo número que usa Vaughn en la película.
En los años transcurridos desde su lanzamiento, Major League se ha convertido en una película querida por muchos jugadores de béisbol y locutores profesionales, y a menudo se hace referencia a ella durante las transmisiones de juegos. Por ejemplo, en 2014, para el 25 aniversario de la película, el receptor de las Grandes Ligas David Ross filmó un homenaje individual a la película, con Ross interpretando el papel (entre otros) de Lou Brown, Pedro Cerrano, Willie Mays Hayes, Rick Vaughn, y Roger Dorn. Además, como parte de su set "Archives" de 2014, la empresa de tarjetas comerciales Topps celebró el 25 aniversario de la película creando tarjetas de béisbol (con el mismo diseño que el set base de la empresa en 1989) de Roger Dorn, Jake Taylor, Eddie Harris, Rachel Phelps., Rick Vaughn y "Jobu". La llamada de Harry Doyle de un lanzamiento de Rick Vaughn que estaba "SOLO un poco fuera" es tan conocida, escribió el crítico de cine Richard Roeper en 2019 que la línea "ha sido invocada por todos los comentaristas deportivos en los últimos 30 años". En 2011, Timothy Rapp, de Bleacher Report, nombró "SÓLO un poco fuera" su quinta cita más grande de películas deportivas.

## Secuelas
Debido al éxito de la película, se han producido dos secuelas, ninguna de las cuales logró el éxito de la original. Major League II devolvió la mayoría de las estrellas originales, con la notable excepción de Wesley Snipes, y se centró en la temporada siguiente y la reacción de los jugadores al éxito de la temporada anterior. Major League: Back to the Minors nuevamente protagonizada por Corbin Bernsen, pero esta vez, como el dueño de los Mellizos de Minnesota, tratando de darle la vuelta al equipo AAA de los Mellizos, los Buzz. Se informó en 2010 que el escritor y productor original David S. Ward estaba desarrollando una posible tercera secuela, Major League 3 (que debía ignorar Back to the Minors). Charlie Sheen, Tom Berenger y Snipes regresarían, con la trama girando en torno a Ricky Vaughn saliendo de su retiro para trabajar con un jugador joven. En 2015, Morgan Creek Productions anunció que la secuela aún estaba en proceso.